# Fowleria punctulata
Fowleria punctulata är en fiskart som först beskrevs av Ruppell, 1838.  Fowleria punctulata ingår i släktet Fowleria och familjen Apogonidae. Inga underarter finns listade i Catalogue of Life.